# Hanna Bacjuška
Hanna Jaŭhjenaŭna Bacjuška (in bielorusso Ганна Яўгенаўна Бацюшка?; Pinsk, 24 ottobre 1981) è un'ex sollevatrice bielorussa medagliata olimpica e mondiale che ha gareggiato nella categoria dei pesi leggeri (fino a 58 kg.), dei pesi medi (fino a 63 kg.) e dei pesi massimi leggeri (fino a 69 kg.).
Ha partecipato a tre edizioni dei Giochi Olimpici.

## Carriera
Hanna Bacjuška, non ancora diciannovenne, partecipò alle Olimpiadi di Sydney 2000 nella categoria dei pesi leggeri, classificandosi all'8º posto finale con 197,5 kg. nel totale.
Nel 2003, dopo essere passata alla categoria superiore dei pesi medi, vinse la medaglia di bronzo ai Campionati mondiali di Vancouver con 240 kg. nel totale, dietro all'ucraina Natalija Skakun (247,5 kg.) e alla cinese Liu Xia (245 kg.).
L'anno seguente Bacjuška prese parte alle Olimpiadi di Atene 2004, terminando la competizione al 2º posto finale con 242,5 kg. nel totale, stesso risultato della vincitrice Natalija Skakun, la quale si aggiudicò la medaglia d'oro grazie al suo peso corporeo più leggero rispetto a quello della bielorussa, che dovette, pertanto, accontentarsi della medaglia d'argento.
Nel 2006 Bacjuška ottenne la medaglia d'argento ai Campionati europei di Władysławowo con 234 kg. nel totale, alle spalle della russa Svetlana Šimkova (250 kg.) e davanti all'ucraina Vanda Maslovs'ka (221 kg.).
Ai Campionati europei di Strasburgo 2007 Bacjuška vinse la medaglia di bronzo con 215 kg. nel totale.
Partecipò anche alle Olimpiadi di Pechino 2008, dopo essere passata alla categoria superiore dei pesi massimi leggeri, piazzandosi al 5º posto finale con 225 kg. nel totale.
Dopo i Giochi Olimpici di Pechino, continuò a gareggiare per cercare la qualificazione alle Olimpiadi di Londra 2012, che però mancò anche a causa di un infortunio.
Si ritirò dalle competizioni nel 2013.